# Jos Bloemkolk
Johannes Henricus Frederik Maria (Jos) Bloemkolk (Amsterdam, 30 januari 1950) is een Nederlands zanger, journalist en columnist.
Bloemkolk werd geboren in Amsterdam, maar groeide op in Rotterdam-Crooswijk. Hij schreef sinds 1981 voor Het Parool, waarbij hij zijn columns publiceerde onder het pseudoniem Bob Frommé (voornaam vader, achternaam moeder). Zijn columns werden gebundeld in Er kan een enkele harde tussen zitten (2009). In 1983 stond hij met zijn Rotterdamse band Noodweer in de hitparade met het nummer In de disco. Hij was tekstschrijver en zanger bij die band. Hij schreef tussen 1980 en 1982 regelmatig voor voor het blad Avenue. In 2003 was hij als teamlid te gast bij Dit was het nieuws. 